# Jozef Mewis
Jozef Mewis (* 23. März 1931 in Antwerpen; † 10. April 2025 ebendort) war ein belgischer Ringer. 

## Werdegang
Jozef Mewis startete an den Olympischen Sommerspielen 1956 in Melbourne, 1960 in Rom und 1964 in Tokyo. Dies waren seine einzigen internationalen Teilnahmen.
Sein zweiter Platz bei den Spielen 1956 war eine große Überraschung, im Finale musste er sich aber dem japanischen Ringer und Weltmeister von 1954, Shōzō Sasahara, geschlagen geben.
Jozef Mewis ist der jüngere Bruder von Maurice Mewis.

## Erfolge
- 1956, Silbermedaille, OS in Melbourne, FS, Fg (bis 62 kg), hinter Shōzō Sasahara, Japan und vor Erkki Penttilä, Finnland
- 1960, 5. Platz, OS in Rom, FS, Fg, hinter Mustafa Dagistanli, Türkei, Stancho Kolew Iwanow, Bulgarien, Wladimir Rubaschwili, UdSSR und Tamiji Sato, Japan
- 1964, 6. Platz, OS in Tokyo, FS, Fg (bis 63 kg), hinter Imre Polyák, Ungarn, Roman Rurua, UdSSR, Branislav Martinović, Jugoslawien, Ronald Finley, USA und Kōji Sakurama, Japan